# Phyllachora rickiana
Phyllachora rickiana är en svampart som beskrevs av Theiss. 1918. Phyllachora rickiana ingår i släktet Phyllachora och familjen Phyllachoraceae.   Inga underarter finns listade i Catalogue of Life.